# Vérkhneie Moixevo
Vérkhneie Moixevo (en rus: Верхнее Мошево) és un poble del krai de Perm, a Rússia, que pertany al districte rural de Solikamski. El 2010 tenia 168 habitants.